# René Girard (futbolista)
René Girard (nacido el 4 de abril de 1954 en Vauvert, departamento de Gard) es un exfutbolista y entrenador de fútbol francés. Jugaba como centrocampista. Actualmente está libre tras dejar el París FC de la Ligue 2.

## Trayectoria como jugador
Comenzó su carrera profesional en Nîmes Olympique en 1972. Después de ocho temporadas en el club sin un título, decidió ir al FC Girondins de Burdeos en busca de un mayor nivel en su carrera.
Girard ganó tres títulos de Liga con el Girondins de Burdeos (1983/84, 1984/85 y 1986/87), así como dos Copas de Francia, en las ediciones de 1986 y 1987, en ambas ocasiones con el Girondins y frente al Olympique de Marsella. Luego regresó al Nîmes Olympique para concluir su carrera como futbolista.
Con la Selección de fútbol de Francia, participó en siete partidos en los que consiguió marcar un gol. Perteneció al equipo francés (donde fue suplente) que terminó cuarto en el Mundial de España 1982. Anotó su único gol en la derrota 3-2 frente a Polonia por el tercer puesto.

### Participaciones en Copas del Mundo
| Mundial                        | Sede   | Resultado |
| ------------------------------ | ------ | --------- |
| Copa Mundial de Fútbol de 1982 | España | Semifinal |

## Trayectoria como entrenador
Inicios
Girard comenzó su carrera como director técnico a finales de 1991, dirigiendo al Nîmes Olympique. Posteriormente, entrenó al Pau FC del CFA; y al RC Strasbourg de la Ligue 1, al que salvó del descenso en 1998, pero no continuó en el club.
Selección francesa
Tras eso, se convirtió en el adjunto del nuevo seleccionador de Francia Roger Lemerre, cargo que ocupó durante 4 años, tiempo en el que les bleus ganaron la Eurocopa 2000 y la Copa Confederaciones 2001. Girard incluso sonó como posible relevo del seleccionador galo tras la decepción del Mundial de Corea y Japón, aunque finalmente el elegido fue Jacques Santini.
Girard dejó la selección absoluta, y pasó a dirigir a los equipos de las categorías inferiores de les bleus. En julio de 2004, sustituyó a Raymond Domenech como seleccionador sub-21 francés. Allí entrenó a futuros jugadores de talla mundial como Franck Ribéry, obteniendo como logro más destacado la presencia en semifinales en la Eurocopa Sub-21 de 2006, donde fueron eliminados por el equipo de los Países Bajos, futuro campeón del torneo. En abril de 2008, tras una derrota contra el combinado de Gales que comprometía la clasificación para la Eurocopa de 2009, Girard se desvinculó de la Federación Francesa de Fútbol.
Montpellier
El 3 de junio de 2009, Girard firmó un contrato como entrenador del recién ascendido Montpellier HSC, reemplazando a Rolland Courbis. El conjunto francés ocupó los primeros puestos de la clasificación durante gran parte de la temporada y finalmente fue quinto en la Ligue 1 2009-10 (clasificándose para la Europa League) y finalista de la Copa de la Liga en 2011. Contra todo pronóstico, llevó al Montpellier a proclamarse campeón de la Ligue 1 2011-12 por primera vez en su historia, después de estar todo el campeonato en las primeras posiciones de la clasificación, superando a un equipo con muchos más recursos como es el Paris Saint-Germain. Sin embargo, el club no renovó su contrato que vencía en junio de 2013, después de que el equipo estuviera muy lejos del nivel mostrado en la temporada anterior, ya que concluyó la Ligue 1 2012-13 en un discreto noveno lugar y fue eliminado en la fase de grupos de la Liga de Campeones con solo dos puntos en seis partidos.
Lille

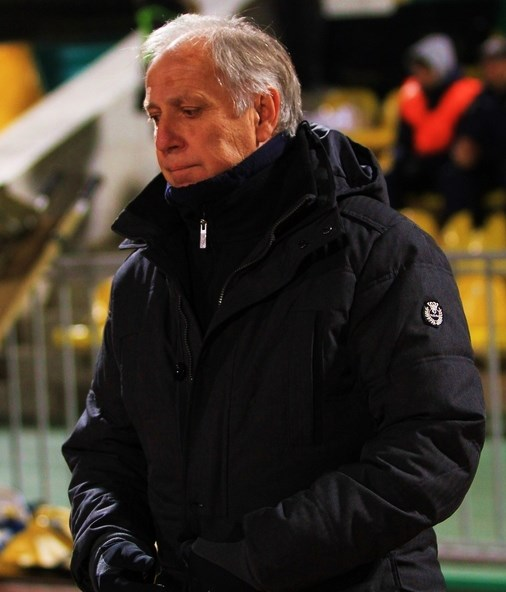
Girard dirigiendo al Lille en 2014.

El 14 de junio de 2013, se incorporó al Lille Olympique Sporting Club como nuevo técnico para las tres próximas temporadas, sustituyendo a Rudi García. Su contratación no fue del agrado de la mayoría de aficionados. Girard implantó un 4-4-2 en un equipo que se caracterizaría por ser efectivo en ataque y sólido en defensa. 
El entrenador francés debutó en partido oficial con los mastines logrando una victoria por 1-0 contra el Lorient. Tras un irregular inicio, el Lille entró en una dinámica positiva y consiguió 20 puntos en 10 jornadas de la Ligue 1 2013-14, lo que le situaba en 3.er lugar y era su mejor arranque en la Ligue 1 desde la edición 2004-05. Tras ganar 2-0 al Mónaco en la 12.ª jornada, el Lille se puso segundo en el campeonato, por delante del conjunto monegasco y a solo dos puntos del multimillonario Paris Saint-Germain, siendo además el equipo menos goleado. Conservó esa segunda plaza durante 5 jornadas, hasta que en la 17.ª perdió ante el Girondins de Burdeos, terminando con la racha de imbatibilidad tanto del equipo (que no perdía un partido desde el 15 de septiembre) como de su portero Vincent Enyeama (1061 minutos sin encajar un gol). Sin embargo, los mastines concluyeron la primera vuelta empatando ante el París Saint-Germain, estando en 3.ª posición con 40 puntos, su máxima puntuación en 19 partidos en la Ligue 1. Pero después de mostrar un gran nivel en la primera mitad del campeonato, el Lille encadenó algunos malos resultados en la segunda vuelta, y ve cómo el Saint Étienne amenaza su 3.ª posición. No obstante, finalmente el equipo mantuvo su puesto de privilegio (clasificatorio para las eliminatorias de acceso a la Champions) al ganar el último partido.
En la temporada 2014-15, el Lille de Girard no pudo acceder a la Liga de Campeones, ya que fue eliminado en la ronda previa por el Oporto. Por ello, jugó la Europa League, donde no pudo superar la fase de grupos. En la Ligue 1, pese a un inicio positivo (llegó a ser líder tras la 5.ª jornada), mostró serias dificultades para marcar goles y entró en una mala racha, quizás achacable a la acumulación de partidos y a las lesiones, cayendo a la parte templada de la clasificación al término de la primera vuelta. Los resultados mejoraron en la recta final de la temporada (con una racha de 6 victorias en 7 partidos), lo que permitió al Lille remontar y acercarse a los puestos europeos. El 19 de mayo de 2015, el club anunció la ruptura "de común acuerdo" con Girard, que tenía contrato por una temporada adicional. Se despidió del conjunto del Norte-Paso de Calais con una victoria (1-4) que confirmaba la 8.ª posición en la Ligue 1.
Año sabático
En enero de 2016, el Montpellier se puso en contacto con él para conocer su disponibilidad para volver a hacerse cargo del equipo, pero Girard declinó la propuesta.
FC Nantes
El 11 de mayo de 2016, se anunció que entrenaría al FC Nantes las dos próximas temporadas. Para la primera de ellas, el club de los Países del Loira se marcó el objetivo de terminar en la primera mitad de la clasificación. Sin embargo, el equipo francés sufrió un mal comienzo en la Ligue 1 2016-17 que lo llevó a ocupar las últimas posiciones de la tabla, lo que cuestionó el futuro del técnico en la entidad. El 2 de diciembre, días después de encajar una severa goleada (0-6) ante el Olympique de Lyon que hundió al Nantes en puestos de descenso tras la 15.ª jornada del campeonato, el club anunció la marcha de Girard.
Wydad Casablanca
El 29 de septiembre de 2018, fue nombrado nuevo técnico del Wydad Casablanca de la Botola Pro 1. Sin embargo, tras menos de dos meses, el 23 de noviembre, su abogado confirmó que el entrenador francés ya se había desvinculado del club. En aquel momento, el equipo marroquí era el último clasificado del torneo, y además, Girard también había mantenido claras discrepancias con el presidente de la entidad.
París FC
El 2 de enero de 2020, fue confirmado como nuevo entrenador del París FC. El equipo ocupaba la 19.ª posición de la Ligue 2 a su llegada, pero logró sacarlo de los puestos de descenso y obtener la permanencia. En la temporada siguiente, los parisinos finalizaron en 5.ª posición en la Ligue 2 y se clasificaron para la promoción de ascenso a la Ligue 1, pero fueron eliminados por el Grenoble Foot 38. El 18 de junio de 2021, el club anunció que Girard no iba a continuar en el banquillo.

## Clubes

### Como jugador
| Club                    | País    | Temporada | Partidos | Goles |
| ----------------------- | ------- | --------- | -------- | ----- |
| Nîmes Olympique         | Francia | 1973-1980 | 202      | 27    |
| FC Girondins de Burdeos | Francia | 1980-1988 | 241      | 17    |
| Nîmes Olympique         | Francia | 1988-1991 | 92       | 5     |

### Como entrenador
| Club                                   | País      | Temporada      | P   | PG  | PE  | PP  | % v.  |
| -------------------------------------- | --------- | -------------- | --- | --- | --- | --- | ----- |
| Nîmes Olympique                        | Francia   | 1991-1992 1994 | 49  | 10  | 16  | 23  | 20.41 |
| Pau FC                                 | Francia   | 1996-1997      | 16  | 8   | 5   | 3   | 50    |
| RC Strasbourg                          | Francia   | 1998           | 15  | 5   | 4   | 6   | 33.33 |
| Selección francesa (técnico asistente) | Francia   | 1998-2002      | 53  | 34  | 11  | 8   | 64.15 |
| Selección francesa sub-19              | Francia   | 2002-2003      | 9   | 5   | 3   | 1   | 55.56 |
| Selección francesa sub-16              | Francia   | 2003-2004      |     |     |     |     |       |
| Selección francesa sub-21              | Francia   | 2004-2008      | 30  | 20  | 6   | 4   | 66.67 |
| Montpellier HSC                        | Francia   | 2009-2013      | 176 | 80  | 39  | 57  | 45.45 |
| Lille OSC                              | Francia   | 2013-2015      | 95  | 40  | 26  | 29  | 42.11 |
| FC Nantes                              | Francia   | 2016           | 17  | 4   | 4   | 9   | 23.53 |
| Wydad Casablanca                       | Marruecos | 2018           | 6   | 2   | 2   | 2   | 33.33 |
| París FC                               | Francia   | 2020-2021      | 40  | 17  | 11  | 12  | 42.5  |
| Total                                  | Total     | Total          | 506 | 225 | 127 | 154 | 44.47 |
| Fuente                                 |           |                |     |     |     |     |       |

## Palmarés como jugador

### Campeonatos nacionales
| Título               | Club                 | País    | Año  |
| -------------------- | -------------------- | ------- | ---- |
| Ligue 1              | Girondins de Burdeos | Francia | 1984 |
| Ligue 1              | Girondins de Burdeos | Francia | 1985 |
| Copa de Francia      | Girondins de Burdeos | Francia | 1986 |
| Supercopa de Francia | Girondins de Burdeos | Francia | 1986 |
| Ligue 1              | Girondins de Burdeos | Francia | 1987 |
| Copa de Francia      | Girondins de Burdeos | Francia | 1987 |

## Palmarés como entrenador

### Campeonatos nacionales
| Título  | Club            | País    | Año  |
| ------- | --------------- | ------- | ---- |
| Ligue 1 | Montpellier HSC | Francia | 2012 |

### Distinciones individuales
| Distinción                                        | Año              |
| ------------------------------------------------- | ---------------- |
| Entrenador del Año en la Ligue 1                  | 2011-12, 2013-14 |
| Mejor entrenador de Francia según France Football | 2012             |